# Maria Czarnowska
Maria Cecylia Czarnowska (ur. 22 listopada 1906 w Załuskowie, zm. 2 października 2001 w Warszawie) – polska ekonomistka, statystyk, redaktor, bibliotekarka, pracowniczka Głównego Urzędu Statystycznego i Biblioteki Narodowej w Warszawie.

## Życiorys
Urodziła się we wsi Załusków, w zubożałej rodzinie szlacheckiej Konstantego i Stefanii Czarnowskich. Ojciec był z wykształcenia rolnikiem i zajmował się administracją majątków rolnych. W 1920 roku rodzina przeprowadziła się do Lublina i tam Maria uczęszczała do gimnazjum Wacławy Arciszowej. W 1925 roku uzyskała maturę i rozpoczęła studia na Wydziale Humanistycznym Uniwersytetu Warszawskiego. W 1930 roku ukończyła studia, uzyskując dyplom magistra filozofii w zakresie historii. W latach 1930–1935 pracowała jako nauczycielka w szkole średniej i powszechnej w Warszawie. W 1933 roku ukończyła Studium Pedagogiczne przy Uniwersytecie Warszawskim. W 1935 roku zrezygnowała z pracy nauczycielskiej. W 1936 roku została zatrudniona przez Koło Socjologii Pozytywnej przy Uniwersytecie Warszawskim, gdzie zajmowała się opracowywaniem ankiet dotyczących studentów. To zajęcie oraz wcześniejszy udział w Powszechnym Spisie Ludności w 1931 roku skierowało jej zainteresowania na statystykę, której pozostała wierna do końca swojej pracy zawodowej. W grudniu 1936 roku otrzymała pracę w Głównym Urzędzie Statystycznym (GUS) na stanowisku rachmistrza. W 1939 roku zdała egzamin na urzędnika statystycznego I kategorii i została mianowana referendarzem w Referacie Statystyki Oświaty Pozaszkolnej i Życia Kulturalnego.
Podczas wojny, od września 1939 roku do Powstania Warszawskiego, przebywała wraz z rodziną w Warszawie. W lipcu 1940 roku została aresztowana i osadzona w więzieniu na Pawiaku, skąd po 8 miesiącach zwolniono ją, natomiast jej aresztowany brat zginął w KL Auschwitz. W czasie wojny pracowała dorywczo w Wydziale Statystyki Zarządu Stołecznego w Warszawie przy statystyce zniszczeń wojennych, oraz w Radzie Głównej Opiekuńczej, gdzie prowadziła referat statystyki zakładów opiekuńczych. Po upadku Powstania Warszawskiego, po drodze do obozu w Pruszkowie, udało się jej (i siostrze) odłączyć od kolumny i dotrzeć do znajomych w Podkowie Leśnej. W 1945 roku podjęła pracę w GUS, od 1946 roku na stanowisku naczelnika Wydziału Statystyki Kultury, Nauki i Oświaty. W 1951 roku została kierownikiem Wydziału Szkolnictwa Ogólnokształcącego w Departamencie Oświaty. 1 grudnia 1951 roku uzyskała przeniesienie do Centralnego Urzędu Wydawnictw Przemysłu Graficznego i Księgarstwa, którym do 1954 roku kierował Adam Bromberg. W lutym 1954 roku została starszym radcą w Centralnym Zarządzie Wydawnictw.
1 marca 1955 roku rozpoczęła pracę w Bibliotece Narodowej, gdzie została kierownikiem Pracowni Statystyki Wydawnictw w Instytucie Bibliograficznym. Jej zadaniem było zorganizowanie prac nad oficjalną urzędową statystyką produkcji wydawniczej w Polsce, zgodnie z zasadami międzynarodowymi UNESCO. Od 1955 do 1977 roku opracowywała i redagowała rocznik „Ruch Wydawniczy w Liczbach”, wydawany przez Bibliotekę Narodową, w którym przedstawiano statystykę produkcji wydawniczej, początkowo tylko książek i czasopism, a później także druków muzycznych i dokumentów kartograficznych.
W 1966 roku Maria Czarnowska przygotowała rozprawę doktorską pt. Statystyczna analiza polskiego ruchu wydawniczego, którą przedstawiła w Szkole Głównej Planowania i Statystyki. W tym samym roku została bibliotekarzem dyplomowanym. Przeszła na emeryturę w 1972 roku, ale pracowała etatowo do 1977 roku, a przez następne kilkanaście lat współpracowała jako wolontariuszka z Pracownią Statystyki Wydawnictw. Była autorką wielu analiz statystycznych produkcji wydawniczej w Polsce.
Od 1955 roku współpracowała w zakresie statystyki wydawniczej z Międzynarodową Federacją Stowarzyszeń i Instytucji Bibliotekarskich (IFLA) oraz UNESCO. W Stowarzyszeniu Bibliotekarzy Polskich (SBP) była przewodniczącą Komisji Statystyki (1958–1976). Od 1970 roku była członkiem i redaktorem w Zespole Historyczno-Pamiętnikarskim Warszawskiego Oddziału SBP. Od 1939 roku była członkiem Polskiego Towarzystwa Statystycznego (PTS). W 1947 roku była członkiem założycielem tej organizacji. W latach 1949–1954 została sekretarzem PTS. Po wznowieniu działalność PTS w 1981 roku została wybrana do Rady Głównej. Była członkiem redakcji „Biuletynu Informacyjnego Rady Głównej Polskiego Towarzystwa Statystycznego”.
Zmarła 2 października 2001 roku w Warszawie. Pochowana została w grobie rodzinnym na Cmentarzu Powązkowskim.

### Udział w organizacjach społecznych
Zestawienie zostało opracowane na podstawie Bańkowska-Bober i Stępniewska 2005 ↓, s. 40–41:
- Polskie Towarzystwo Statystyczne (od 1939, sekretarz Towarzystwa – 1949–1954, członek Rady Głównej – od 1981).
- Członek Honorowy Polskiego Towarzystwa Statystycznego (2000).
- Stowarzyszenie Bibliotekarzy Polskich. Przewodnicząca Komisji Statystyki (1958–1976).
- Członek Honorowy Stowarzyszenia Bibliotekarzy Polskich (1997).

### Odznaczenia
Zestawienie zostało opracowane na podstawie Bańkowska-Bober i Stępniewska 2005 ↓, s. 40–41:
- Odznaka „Zasłużony Działacz Kultury” (1965).
- Krzyż Kawalerski Orderu Odrodzenia Polski (1969).
- Odznaka honorowa „Za zasługi dla statystyki PRL” (1987).
- Odznaka honorowa „Za zasługi dla statystyki RP” (1998).

## Ważniejsze publikacje
Zestawienie zostało opracowane na podstawie Katalog 2024 ↓ :
- Statystyczna analiza polskiego ruchu wydawniczego, Warszawa: Szkoła Główna Planowania i Statystyki, 1966.
- Ilościowy rozwój polskiego ruchu wydawniczego 1501–1965: dane szczegółowe o książkach 1929–1938 i 1951–1960 oraz o czasopismach 1933–1937 i 1956–1960, Warszawa: Biblioteka Narodowa, 1967.
- Statystyka wydawnictw a bibliografia, [w:] Z problemów bibliografii, Warszawa: Biblioteka Narodowa, 1970, s. 23-35.
- Statystyka dla bibliotekarzy, Warszawa: SBP, 1971 (współaut. Józef Wojtyniak).